# Фурусьо Мотоо
Фурусьо Мотоо (яп. 古荘 幹郎, Furushō Motoo, 14 вересня 1882 – 21 липня 1940) — генерал-лейтенант Імперської армії Японії, командувач Японської двадцять першої армії під час Кантонської операції у 1938 році.

## Біографія
фурусьо народився у префектури Кумамото. У дитинстві відвідував військову підготовчу школу, а в 1902 році закінчив 14-й клас Японської імператорської армійської академії. Наступного року він отримав звання другого лейтенанта Імператорської гвардії. Брав участь у боях під час російсько-японської війни 1904—1905 років у складі 4-го гвардійського піхотного полку.
Після війни Фурусьо повернувся до армійського штабного коледжу та закінчив 21-й клас у 1909 році. Після закінчення навчання йому було призначено низку адміністративних посад у Генеральному штабі Імператорської армії Японії, він проходив службу як військовий аташе в Німеччині, згодом як ад'ютант фельдмаршала Ямагати Арітомо.
Після служби інструктором в Армійському військовому коледжі з 1921 по 1923 роки Фурусьо був начальником 1-го відділу (організація та мобілізація) 1-го бюро Генерального штабу Імператорської армії Японії з 1923 по 1925 роки. Потім він отримав командування 2-м Імператорським гвардійським полком, продовжуючи свою тривалу співпрацю з Імператорською гвардією з 1925 по 1927 роки.
Після служби у Військовому міністерстві з 1927 по 1928 роки Фурусьо отримав звання генерал-майора та став командиром 2-ї піхотної бригади. У 1929—1934 роках служив на різних адміністративних посадах в Генеральному штабі.
У 1933 році отримав звання генерал-лейтенанта. У 1934 році Фурусьо прийняв командування 11-ю дивізією в 1934 році. Згодом він обіймав посаду заступника військового міністра в 1935—1936 роках.
У 1936 році Фурусьо став головою департаменту армійської авіації, але в 1937 році був призначений головнокомандувачем Тайванського армійського округу.
З початком Другої японо-китайської війни в 1937 році Фурусьо вирушив до Китаю, де призначений командувачем п'ятої японської армії. У 1938 році він став командувачем 21-ї армії. Він повернувся до Японії в 1938 році, отримав звання генерала і служив членом Вищої військової ради до своєї смерті в 1940 році. Його могила знаходиться на кладовищі Тама в Фучу, Токіо .